# Georgsanstalt
Die Georgsanstalt ist eine von zwei berufsbildenden Schulen des Landkreises Uelzen und zugleich eine der ältesten Landbauschulen in Norddeutschland. Sie wurde 1855 in Ebstorf gegründet und nach dem damaligen König Georg V. von Hannover benannt. Nach der Fusion mit zwei weiteren landwirtschaftlichen Bildungseinrichtungen bietet die Georgsanstalt heute an vier Standorten in Uelzen und Ebstorf berufliche Ausbildungsgänge in den Bereichen Land- und Forstwirtschaft, Gartenbau/Floristik, Hauswirtschaft/Ernährung, Sozialpädagogik und Pflege. Daneben können auch allgemeinbildende Abschlüsse (Hauptschulabschluss, Realschulabschluss, erweiterter Sekundarabschluss, Fachhochschulreife) erworben werden.

## Geschichte

Kollegium der Georgsanstalt im Jahre 1863, mit Gründungsdirektor Fischer (3. v. r.)

Kolorierte Postkarte zum 50-jährigen Bestehen der Georgsanstalt 1905, rechts der Gründer Eduard Fischer

Schüler des Jubiläumsjahrgangs 1905

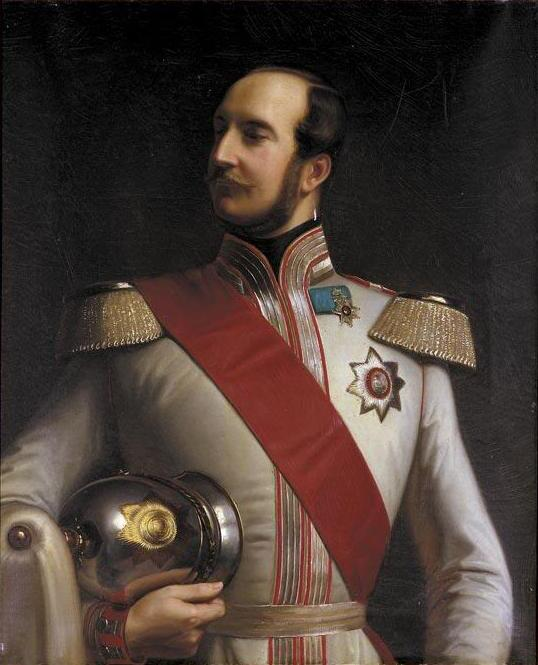
Namenspatron: König Georg V. von Hannover

Die heutige Georgsanstalt geht auf drei Vorgängereinrichtungen zurück, deren Geschichte jeweils bis ins 19. Jahrhundert zurückreicht:
Die Provinzial-Ackerbauschule (Georgsanstalt) in Ebstorf wurde 1855 durch den damaligen Pächter der Königlichen Domäne Ebstorf, Eduard Fischer, gegründet und 1861 nach König Georg V. von Hannover benannt. Als „höhere Lehranstalt“ richtete sie sich nicht nur an Landwirte, sondern auch an „Söhne gebildeter Stände“. Ziel war eine grundlegende Modernisierung der landwirtschaftlichen Verhältnisse im ehemaligen Fürstentum Lüneburg. Zu diesem Zweck unterhielt die Schule zeitweise einen eigenen Lehrbauernhof sowie eine landwirtschaftliche Versuchsanstalt. 1929 erhielt die Schule die staatliche Anerkennung sowie das Recht zur Erteilung der Mittleren Reife. 1936 musste der Lehrbetrieb in Ebstorf jedoch wegen sinkender Schülerzahlen eingestellt werden. Die Gebäude wurden vorübergehend durch die Landwirtschaftsschule Uelzen sowie die Landwirtschaftliche Untersuchungs- und Forschungsanstalt (LUFA) Braunschweig genutzt. Nach dem Zweiten Weltkrieg wurde die Georgsanstalt am 1. April 1948 wiedereröffnet.
Die 1919 gegründete Landwirtschaftsschule Uelzen ging aus einer früheren Wiesenbauschule hervor und residierte nach mehreren Umzügen (u. a. von 1936 bis 1947 in Ebstorf) seit 1949 in der Veerßer Straße in Uelzen. 1966 wurde sie mit der Ebstorfer Georgsanstalt fusioniert und in der Folgezeit deren Bildungsangebot weiter ausgebaut, u. a. durch Einrichtung einer Fachoberschule (seit 1971) und zeitweilig sogar eines „Landwirtschaftsgymnasiums“ (ab 1974).
Die Wurzeln der späteren Landwirtschaftlichen Kreisberufsschule Uelzen liegen in sogenannten ländlichen Fortbildungsschulen, die seit Ende des 19. Jahrhunderts in Preußen eingerichtet wurden. In den 1920er und 1930er Jahren wurde schrittweise die Berufsschulpflicht für Landwirte eingeführt. 1957 wurde die bis dahin auf 28 Orte im Kreisgebiet verteilte Berufsschule am Standort Esterholzer Straße in Uelzen konzentriert. Aufgrund des anhaltenden Strukturwandels in der Landwirtschaft und des daraus resultierenden Rückgangs der Schülerzahlen erfolgte 1986 der Zusammenschluss mit der Georgsanstalt; dabei wurde der traditionsreiche Name übernommen.

## Standorte und Ausbildungsgänge
Derzeit bietet die Georgsanstalt an drei Standorten folgende Ausbildungsgänge an:
Standort Esterholzer Straße 71, Uelzen (Hauptsitz, Lage)
- Berufsfachschule Agrarwirtschaft
- Berufsschule Floristik
- Berufsschule Gartenbau
- Berufsvorbereitungsjahr Hauswirtschaft und Pflege
- Berufsfachschule Hauswirtschaft
- Berufsfachschule Sozialpflege

Standort Hermann-Löns-Schule, Uelzen (Lage)
- Fachschule Heilerziehungspflege
- Fachoberschule Gesundheit und Soziales
- Berufsfachschule Sozialassistenz (Persönliche Assistenz)

Standort Fischerstraße 1, Ebstorf (Lage)
- Fachoberschule Landwirtschaft
- Fachoberschule Forstwirtschaft
- Fachoberschule Ernährung und Hauswirtschaft
- Berufsschule Landwirtschaft
- Einjährige Fachschule Agrarwirtschaft

Standort Pestalozzi Schule, Embsberg 3, Uelzen
- Fachschule Sozialpädagogik
- Berufsfachschule Sozialpädagogische Assistentin / Sozialpädagogischer Assistent[6]

## Schulpartnerschaft
Seit 1988 besteht eine Schulpartnerschaft zwischen der Georgsanstalt und der Vocational School in Chiatung/Taiwan. Unterstützt von einem eigenen Förderverein, finden im Rahmen dieser Partnerschaft regelmäßig gegenseitige Austauschreisen und Berufspraktika im jeweiligen Gastland statt.

## Ehemaligenverein
Der Verein der Ehemaligen und Freunde der Georgsanstalt (VEdG) wurde 1888 gegründet und trägt seit 2012 seinen heutigen Namen. Der Verein zählt derzeit über 1000 Mitglieder und will die Verbindung der Ehemaligen untereinander sowie mit der Georgsanstalt pflegen. Er organisiert Vorträge, Arbeitsgemeinschaften, Lehrfahrten, Besichtigungen und Beratungen für die aktive Schülergeneration, wirbt für den Besuch der Georgsanstalt und vertritt ihre Belange in der Öffentlichkeit. Außerdem gibt er eine jährliche Schulzeitschrift „Die Stimmen“ heraus.

## Sonstiges

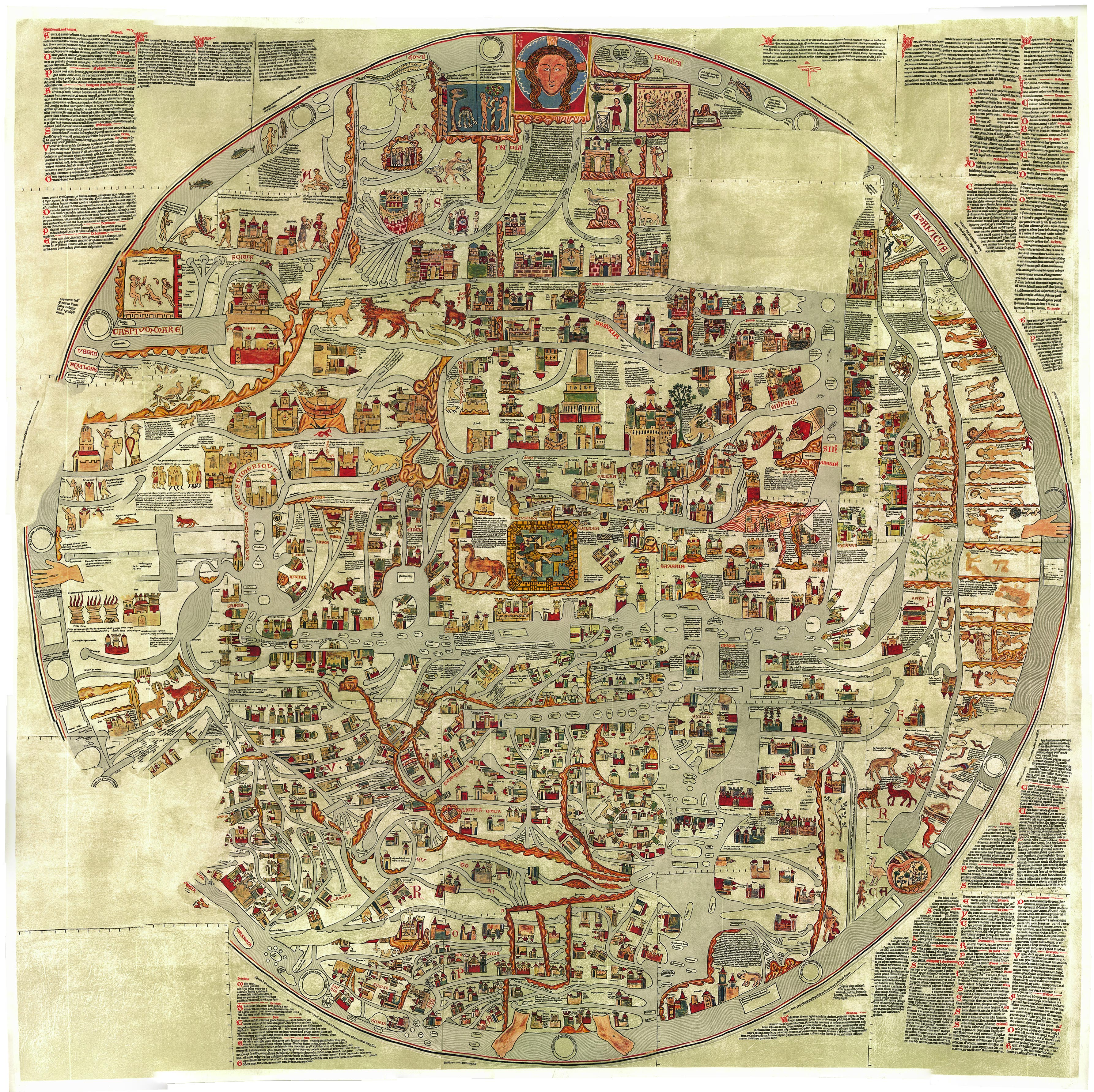
Nachbildung der Ebstorfer Weltkarte

Der Traditionsstandort in Ebstorf beherbergt die Historische Bibliothek des früheren Landwirtschaftlichen Provinzialvereins für das Fürstentum Lüneburg (gegründet 1830). Ebenfalls in Ebstorf besitzt die Georgsanstalt die älteste erhaltene Kopie der Ebstorfer Weltkarte, die 1929/30 zum 75-jährigen Jubiläum der Schule angefertigt wurde. Nachdem das aus dem Mittelalter stammende Original 1943 bei einem Bombenangriff auf Hannover zerstört worden war, diente die Ebstorfer Kopie in den 1950er Jahren als Vorlage für alle weiteren noch heute existierenden Nachbildungen.